# Марсовац (роман)
Марсовац (енгл. The Martian) је роман научне фантастике америчког писца Ендија Вира из 2011. године када је објавио на свом блогу. У штампаној форми се појављује тек 2014. године.
Прича прати шесточлани тим астронаута који после успешне припреме крећу на мисију на Марс где се суочавају са јаком олујом услед чега Марк Ватни, један од астронаута остаје заробљен на Марсу и покушава да преживи на овој негостољубивој планети.

## Радња
2035. године НАСА шаље шесточлану посаду у склопу мисије Арес 3 на Марс како би истражили једну равницу под називом Acidalia Planitia и прикупили неопходне податке. 18. дана мисије долази до јаке олује на марсу која приморава посаду да се врати на њихов брод Хермес који орбитира око планете. Приликом евакуације, Марка једног од астронаута удара крхотина коју је подигла олуја и одбацује га даље од свог тима, а они због скоро никакве видљивости не могу да га лоцирају. Приликом очитавања телеметријских података из његовог скафандера установили су да нема никаквих очитавања и да не постоје знаци живота. Зато тим одлучује да настави са хитном евакуацијом без њега.
Марк се освешћује након олује и некако успева да стигне до станице где је тим боравио док су вршили истраживања. Комад крхотине који га је погодио оштетио је биомотор скафандера због чега његов тим није могао да очита његове знакове живота. Марк зна да му је једина шанса за спас долазак мисије Арес 4, али која је планирана тек за четири године, а према његовим прорачунима он има хране и кисеоника за непуних годину дана. Марк је ботаничар, биолог и механички инжињер и користи сво своје знање и расположиве ресурсе како би направио ботаничку башту и кренуо да узгаја кромпир који залива сагорелим хидразином из остатака ракетног горива.
Током свог боравка Марк почиње и да води свој видео дневник и пита се да ли ће неко пронаћи дневник пре него што остатак посаде умре од старости.
Након неког времена НАСА проучавањем сателитских снимака са места слетања установљава да постоје неке активности н алокацији и долази до закључка да је Марк ипак преживео. Тада крећу са разрадом плана за његово спашавање, али посаду не обавештавају да је Марк преживео како их не би одвратили од мисије. Марк креће да модификује један од ровера како би могао да пређе 3.000 километара када следећа мисија дође на њихову планирану локацију за четири године. НАСА покушава да пошаље сонду без посаде на Марс како би му доставила храну, али та идеја доживљава неуспех кад се сонда распадне убрзо након лансирања. Након још неколико покушаја који нису уродили плодом посада Хермеса када сазна да је Марк жив изводи опасни маневар и након много проблема креће по њега. Након 461. соларног дана Марк креће са својим модификованим ровером на 90 дана дуго путовање до кратера где се спустило возило за мисију Арес 4 како би се сусрео са посадом Хермеса. Након драматичног спашавања комплетна посада Хермеса се успешно враћа на земљу након чека Марк постаје инструктор преживљавања у свемиру за нове Насине кандидате за астронауте.

## Филмска адаптација
Октобра 2015. године 20th Century Fox након откупљених права објављује филм у режији Ридлија Скота са Мет Дејмоном у главној улози и постаје један од десет најгледанијих филмова у америци те године.